# Xã Center, Quận Greene, Indiana
Xã Center (tiếng Anh: Center Township) là một xã thuộc quận Greene, tiểu bang Indiana, Hoa Kỳ. Năm 2010, dân số của xã này là 3.535 người.